# Per Røntved
Per Røntved (* 27. Januar 1949 in Frederiksberg; † vor oder am 16. Mai 2023) war ein dänischer Fußballspieler auf der Position des Liberos. In Deutschland spielte er sieben Jahre lang für Werder Bremen.

## Karriere als Spieler
Røntved stammte aus Frederiksberg in Kopenhagen. Seine professionelle Laufbahn begann der damals 18-jährige Linksfuß 1967 bei Brønshøj BK aus dem nördlichen Kopenhagen als Linksaußen. 1970, inzwischen mit seinem Verein aufgestiegen, absolvierte er sein erstes Länderspiel für Dänemark. Weil es bei Brønshøj an Verteidigern mangelte, rückte der kopfballstarke und kraftvolle Røntved in die Defensive und weckte mit seiner Interpretation der Libero-Position das Interesse ausländischer Vereine. 1972 wurde Røntved zu Dänemarks Spieler des Jahres gewählt und nach der Teilnahme an den Olympischen Spielen in München (u. a. an der Seite Allan Simonsens) wechselte er zu Werder Bremen, wo er zu einem der angesehensten Spieler der Bundesliga reifte. 1976 sagte sein damaliger Trainer Otto Rehhagel über ihn, außer Franz Beckenbauer könne kein Spieler weltweit die Position des Liberos so „elegant und effektiv“ ausfüllen wie Røntved. Entsprechend wurde über einen Wechsel Røntveds zu Bayern München spekuliert, zumal als Beckenbauer den Verein 1977 verließ. Røntved blieb jedoch in Bremen und wechselte überraschend 1979 in die zweite dänische Liga zu Randers Freja (heute Randers FC).
1979 schrieb er das Enthüllungsbuch „Fodbold på vrangen“ (dt. „Die Kehrseite“), in dem er Spieler von Werder Bremen des Dopings bezichtigte.
In seiner Zeit bei Werder Bremen (1972 bis 1979) absolvierte er 194 Bundesligaspiele und erzielte dabei für einen Defensivspieler bemerkenswerte 40 Tore. Darüber hinaus war er als erster ausländischer Spieler Mannschaftskapitän bei Werder Bremen. Bemerkenswert sind seine fünf Eigentore in der Bundesliga, die bis heute lediglich von Manfred Kaltz und Nikolče Noveski mit sechs übertroffen werden.
In den Saisons 1982/83 und 1983/84 spielte Røntved für die in Wichita ansässigen Wichita Wings Hallenfußball. In 66 Spielen erzielte er dabei 22 Tore. In der saisonfreien Zeit kam er in der Spielzeit 1983 für den dänischen Erstligisten Hvidovre IF in zehn Punkt- und zwei Pokalspielen zum Einsatz.
Røntveds Nationalmannschaftskarriere endete 1982 unter seinem ehemaligen Mannschaftskameraden Sepp Piontek. Mit 75 Länderspielen war Røntved damals Dänemarks Rekordnationalspieler, wurde aber später von Peter Schmeichel überholt. Er erzielte dabei als Abwehrspieler elf Tore und trug in 38 Spielen die Kapitänsbinde.

## Nach der Spielerkarriere
Seine aktive Karriere musste Røntved 1984 im Alter von 35 Jahren beenden, nachdem er bei einem Seilspringwettkampf mit seinem Bruder Kim eine Hirnblutung erlitten hatte. Nach diesem tragischen Ereignis blieb Per Røntved teilweise gelähmt und wechselte in die sportliche Leitung diverser dänischer Vereine. Vorübergehend arbeitete er als technischer Ratgeber beim Verband von Swasiland im südlichen Afrika.
Per Røntved starb im Mai 2023 im Alter von 74 Jahren an den Folgen einer Krebserkrankung.